# Alcanadre (La Rioja)
Alcanadre ist ein Ort und eine Gemeinde (municipio) mit 647 Einwohnern (Stand: 2024) im Norden der nordspanischen Autonomen Region La Rioja. Sie gehört zum Weinbaugebiet der Rioja Baja.

## Lage und Klima
Der Ort Alcanadre liegt im Tal des Ebro gut 30 km (Fahrtstrecke) östlich von Logroño in einer Höhe von ca. 350 m. Das Klima ist gemäßigt bis warm; Regen (ca. 540 mm/Jahr) fällt überwiegend im Winterhalbjahr.

## Bevölkerungsentwicklung
| Jahr      | 1857  | 1900  | 1950  | 2000 | 2018 |
| Einwohner | 1.225 | 1.578 | 1.717 | 793  | 644  |

Die Reblauskrise im Weinbau, die zunehmende Mechanisierung der Landwirtschaft und die Aufgabe bäuerlicher Kleinbetriebe haben seit der Mitte des 20. Jahrhunderts zu einer erhöhten Arbeitslosigkeit auf dem Lande und in der Folge zu einer Abwanderung vieler Familien in die kleinen, mittleren und größeren Städte geführt (Landflucht).

## Wirtschaft
In früheren Jahrhunderten lebten viele Einwohner des Ortes weitgehend als Selbstversorger direkt oder indirekt (als Handwerker und Gewerbetreibende) von der in der Umgebung betriebenen Landwirtschaft. In römischer Zeit verband eine Handelsstraße die Städte des Ebro-Tals mit der kantabrischen Küste und der Iberischen Meseta. Der seit den Zeiten der Römer betriebene Weinbau gewann vor allem im 19. Jahrhundert an Bedeutung, als sich französische Winzer im Ort niederließen, um dort Wein nach französischem Vorbild zu produzieren.

## Geschichte

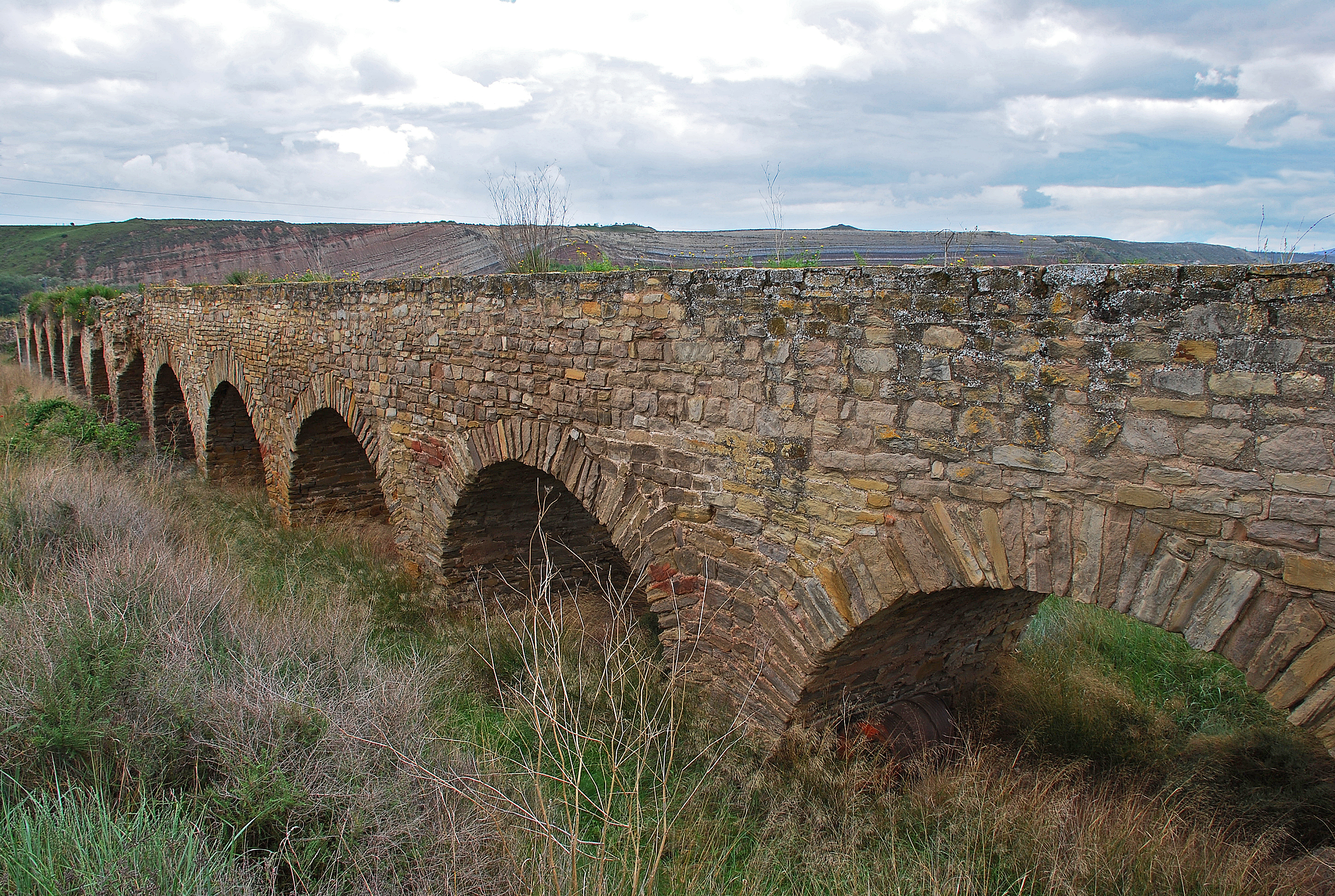
Alcanadre – Aquädukt

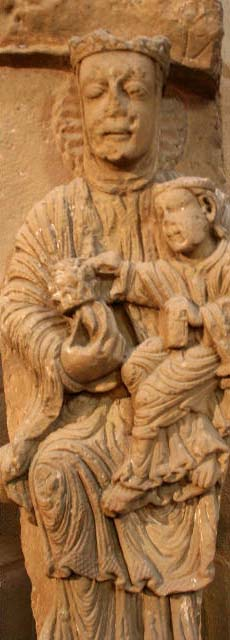
Alcanadre – Muttergottesstatue

Teile eines römischen Aquädukts (Acueducto de Alcanadre) aus der Zeit um 100 n. Chr. stehen auf dem Gemeindegebiet. Westgotische und selbst maurische Spuren fehlen, obwohl der Ortsname mit Sicherheit einen arabischen Ursprung hat. Im 8. und 9. Jahrhundert stand die Gegend unter dem Einfluss der Banu Qasi. Um das Jahr 920 eroberte Sancho I. von Navarra das obere Ebro-Tal; es gelang ihm ein kleines christliches Reich im Iregua-Tal zu etablieren. Im Jahr 1076 wurde die Gegend von Alfons VI. von Kastilien erobert. Um die Mitte des 12. Jahrhunderts erhielt ein gewisser D. Rodrigo de Azagra als Dank für seine Hilfe bei der – letztlich nur kurzzeitigen – Eroberung der Stadt Baeza in Andalusien von König Alfons VII. von Kastilien die Grundherrschaft (señorio) über Alcanadre, die er jedoch wenige Jahre später an den Templerorden weitergab, der sie bis zu seiner Auflösung in den Jahren 1307–1312 ausübte. Danach gehörte der Ort um Bistum Calahorra.

## Sehenswürdigkeiten und Kultur
- Die einschiffige, aber mit Seitenkapellen versehene Iglesia de Santa María de la Asunción entstammt der zweiten Hälfte des 16. Jahrhunderts, doch hatte sie mindestens einen mittelalterlichen Vorläufer. In den Jahren von 1700 bis 1718 wurde der Vierungsbereich erneuert. Seit dem Jahr 1972 wird im Innern der Kirche eine ca. 1,20 m hohe spätromanische Muttergottesstatue gezeigt, die sich zuvor an der Außenwand der Ermita de Santa María de Aradón befunden hatte. Aufgrund ihrer Größe ist es jedoch wahrscheinlich, dass dies nicht ihr ursprünglicher Platz war. Außerdem beachtenswert ist das barocke Altarretabel (retablo).[5]

Umgebung
- Der ehemals 108-bogige, heute nur noch 13-bogige Acueducto de Alcanadre befindet sich in der Nähe des Ebro und verbindet die Gebiete südlich des Flusses mit dem nördlich gelegenen Ort Lodosa. Er hat eine ungewöhnliche Breite von ca. 1,50 m, so dass er wahrscheinlich auch als Straßenbrücke (auch für Viehherden) genutzt werden konnte.[6] Einige sehen den Aquädukt als Ort des Martyriums der Heiligen Emeterius und Chelidonius († um 298).